# یواس‌اس سی فاکس (اس‌اس-۴۰۲)
یواس‌اس سی فاکس (اس‌اس-۴۰۲) (به انگلیسی: USS Sea Fox (SS-402)) یک زیردریایی است که طول آن ۳۱۱ فوت ۶ اینچ (۹۴٫۹۵ متر) می‌باشد. این زیردریایی در سال ۱۹۴۴ ساخته شد.